# Uroleucon adenophorae
Uroleucon adenophorae är en insektsart. Uroleucon adenophorae ingår i släktet Uroleucon och familjen långrörsbladlöss. Inga underarter finns listade i Catalogue of Life.